# Lucjan Krawiec
Lucjan Krawiec (ur. 2 marca 1906 w Sosnowcu, zm. 9 sierpnia 1986 w Saint-Cloud), pseudonim konspiracyjny „Kazimierz”, pseudonimy lit. J. Czesławski, J.M., Jan Malara, Jean Malara, Teoretyk, Kazimierz Bentkowski, Andrzej Pokrzywnicki – polski historyk, nauczyciel, badacz dziejów Wielkiego Księstwa Litewskiego i Wielkiej Emigracji. Działacz socjalistyczny i związkowy, uczestnik konspiracji niepodległościowej na Wileńszczyźnie 1939-1944, więzień obozów niemieckich i rosyjskich. Po 1945 na emigracji we Francji.

## Życiorys
Był synem Marcina i Stanisławy. Ojciec był odlewnikiem w fabryce metalurgicznej. W Sosnowcu kończył szkołę powszechną, oraz sześć klas gimnazjum im. Bolesława Prusa. W związku z trudnymi warunkami materialnymi w 1925 wyjechał do Wilna, gdzie udzielając korepetycji zdał maturę jako eksternista w 1925 roku. W tym samym roku podjął studia historyczne na Uniwersytecie Stefana Batorego. W trakcie studiów był uczniem Stanisława Kościałkowskiego. W trakcie studiów podjął pracę w archiwum oficyny wydawniczej, publikował pierwsze teksty historyczne. W tym czasie podjął również działalność polityczną w Polskiej Partii Socjalistycznej.
Studia magisterskie ukończył w 1933, otrzymując uprawnienia nauczyciela szkoły średniej, po czym podjął pracę w szkolnictwie wileńskim. Pełnił stanowisko profesora Seminarium Nauczycielskiego im. Tomasza Zana, nauczyciela historii w gimnazjum im. Adam Mickiewicza, wykładał historię w Wileńskim Instytucie Pedagogicznym oraz Seminarium Prawosławnym. Jako nauczyciel pracował do roku szkolnego 1939/1940, do czasu zamknięcia szkół przez władze litewskie. W trakcie pracy nauczycielskiej był aktywny politycznie w PPS, związkowo w ZNP. Jednocześnie prowadził wspólnie z Jerzym Ordą badania historyczne nad Wielkim Księstwem Litewskim.
Od września 1939 czynny w niepodległościowym ruchu konspiracyjnym. Początkowo jako przedstawiciel ZNP w Komitecie "Polskim" grupującym reprezentantów środowisk politycznych. Uczestnik Organizacji Socjalistyczno-Niepodległościowej „Wolność”. W grudniu 1939 przesłuchiwany był przez litewską policję. 
W lipcu 1940, po wkroczeniu Rosjan na Litwę, Krawiec według niektórych relacji był z ramienia PPS-WRN zastępcą delegata rządu polskiego w Londynie. Brak jednak potwierdzenia tego faktu w innych materiałach. 
12 lipca 1940 został aresztowany i osadzony w więzieniu na Łukiszkach. Przeszedł śledztwo prowadzone przez służby litewskie NKWD, nie wydał nikogo i po sześciu miesiącach został zwolniony 15 stycznia 1941.
Po Ataku Niemiec na ZSRR i wkroczeniu wojsk niemieckich do Wilna kontynuował działania konspiracyjne. Od 1942 wraz dr. Jerzym Dobrzańskim organizował pierwsze wydawnictwa konspiracyjne "Polska Ludowa" i "Droga Wolności”, wydawane przez Wileńską Koncentrację Demokratyczną, będącą organem porozumiewawczym PPS-WRN, SL, SD, klasowych związków zawodowych i Związku Nauczycielstwa Polskiego. Krawiec pod pseudonimem "Kazimierz" kierował Centralnym Wydziałem Wykonawczym WKD, jak również kierował grupami Milicji Robotniczej i rad zakładowych. Był członkiem Okręgowego Komitetu Robotniczego PPS-WRN. W czerwcu 1942 wraz z innymi członkami Wileńskiej Koncentracji Demokratycznej uczestniczył w dyskusji z przedstawicielami socjaldemokratów i ludowców litewskich, które później były kontynuowane przez przedstawicieli Armii Krajowej i Delegatury Rządu.
Podczas okupacji hitlerowskiej pracował jako robotnik. Jednocześnie był czynny w tajnym nauczaniu, wykładając w klasach licealnych historię, łacinę i język polski. Od 1942 był z ramienia PPS-WRN członkiem Konwentu Stronnictw Politycznych przy Okręgowej Delegaturze Rządu na województwo Wileńskie. Był współpracownikiem pisma Komendy Wileńskiego Okręgu Armii Krajowej "Niepodległość", której redaktorem był dr Jerzy Dobrzański. Odpowiadał za kolportaż tego pisma w organizacjach Wileńskiej Koncentracji Demokratycznej.
W kwietniu 1943 był rozważany jako jeden z kandydatów na zastępcę Okręgowego Delegata Rządu, z ramienia PPS-WRN. Stanowisko to objął ostatecznie dr Jerzy Dobrzański "Irwid", według którego objęcie funkcji przez Krawca uniemożliwiło aresztowanie.
20 czerwca 1944 roku został aresztowany przez Gestapo i osadzony w więzieniu na Łukiszkach. Nie zdekonspirował się w trakcie śledztwa i został wysłany do najpierw do obozu w Prawieniszkach, a następnie do Francji, do obozu pracy, który Niemcy założyli koło Hayange, w okolicy Metzu. Jak stwierdził jego przełożony w PPS i w Delegaturze Jerzy Dobrzański: "Był to cios dla organizacji bardzo ciężki. "Kazimierz" był człowiekiem wyjątkowej wartości o wielkich zaletach charakteru i wyjątkowych zdolnościach organizacyjnych. Oddany był sprawie całym sercem i duszą. Jemu w pierwszym rzędzie (...) organizacja WKD zawdzięczała swój rozkwit i szybki rozwój. Wierzyliśmy stuprocentowo w siłę jego charakteru, ale znaliśmy bestialskie metody hitlerowskiego śledztwa. W razie załamania się jego, organizacja WKD ległaby w gruzy, boć znał on wszystkie kontakty, wszystkie komórki i powiązania. Bohatersko jednak wytrzymał".  
Przyjaciele z konspiracji byli przekonani, że zginął zamordowany w Ponarach. O tym, że przeżył, dowiedzieli się kilkanaście lat po wojnie.
Po wojnie pozostał we Francji. Działał w Polskiej Partii Socjalistycznej na emigracji. Współpracował w wydawaniu pisma Zygmunta Zaremby "Światło" w Paryżu, od 1947 do 1955 pełniąc funkcję faktycznego sekretarza redakcji. Od 1 lutego 1948 w zastępstwie Emmanuela Freyda objął stanowisko sekretarza Zarządu Głównego PPS we Francji, od października 1948 został wybrany przez Zjazd PPS we Francji na funkcję sekretarza Zarządu Głównego. W 1948-1949 wydawał w Paryżu pismo "Robotnik w Walce".
Na I Zjeździe w Pont a Lesse w Belgii, 24-30 maja 1948 został wybrany do Rady Partyjnej i Centralnego Komitetu Zagranicznego PPS. Od 1949 należał do grupy opozycyjnej kontestującej współpracę z narodową demokracją. Sprzeciwiał się wejściu PPS do Rady Politycznej, organu politycznego o charakterze parlamentarnym, który skupiał część partii politycznych (PPS, Stronnictwo Narodowe, NiD i PSL „Odłam Jedności Narodowej”) emigracji polskiej, przeciwstawiających się prezydenturze Augusta Zaleskiego. Wystąpił z krytycznym listem 27 grudnia 1949 do Przewodniczącego Rady Centralnej PPS Zygmunta Zaremby i CKZ władz partii, w sprawie sojuszu z „żywiołami reakcyjnymi i totalitarnymi”. Wskazany przez CKZ jako zastępca członka Rady Politycznej natychmiast ustąpił, co zostało przyjęte w styczniu 1950. W listopadzie 1950 ustąpił z Zarządu Głównego PPS we Francji. W końcu 1951 zamierzał wydawać we Francji pismo socjalistyczne, jednak CKZ PPS nie wyraził zgody, z uwagi na brak funduszy. 
W styczniu 1952 uczestniczył w II Zjeździe PPS w Lens. Nie kandydował jednak do władz partyjnych nie zgadzając się z ich linią. Od 1952 rozpoczął wydawanie nowego pisma "Równość".
W marcu 1954 został wybrany szefem sekcji paryskiej PPS Po wydaniu drugiego numeru opozycyjnego wobec władz PPS pisma "Równość" w styczniu 1955 został wykluczony z PPS. W lipcu 1955 został współzałożycielem i przewodniczącym Polskiej Partii Socjalno-Demokratycznej, która  faktycznie zanikła po kilku latach. 
W 1959 faktycznie zrezygnował z działalności politycznej. W następnych latach skupił się na działalności historycznej. Współpracował z Biblioteką Polską w Paryżu

## Wybrane publikacje
- Aleksander Jagiellończyk w Wilnie i na ziemiach b. W. Ks. Litewskiego, oprac. Kazimierz Strasz, Wilno: Dziennik Urzędowy Kuratorjum Okręgu Szkolnego Wileńskiego 1935.
- Tatarzy w Polsce. Próba monografii. 1, Zarys dziejów ludności tatarskiej w Rzeczypospolitej Polskiej, oprac. Lucjan Krawiec, Wilno: Dziennik Urzędowy Kuratorjum Okręgu Szkolnego Wileńskiego 1936.
- La Pologne d`une occupation a lautre, 1944-1952, Paris 1952 (jako Jean Malara wraz z Lucienne Rey [Aniela Gacka]);
- Lista członków Towarzystwa Demokratycznego Polskiego z lat 1832−1851, [w:] Materiały do biografii, genealogii i heraldyki polskiej, t. 1, Buenos Aires 1963
- L'Association des vrais polonais, une page inconnue de l'histoire de Pologne 1813-1821, Paris: Société Historique et Littéraire Polonaise 1968.
- Spis Polaków zmarłych w emigracji od roku 1831, oprac. oraz wstępem i przypisami opatrzył L. Krawiec [w:] Materiały do biografii, genealogii i heraldyki polskiej, t. 7/8, Rzym 1985.